# 2-アセチル-4-テトラヒドロキシブチルイミダゾール
2-アセチル-4-テトラヒドロキシブチルイミダゾール（英: 2-Acetyl-4-tetrahydroxybutylimidazole）は、化学式C9H14N2O5で表される有機化合物である。THIとも略記される。

## カラメル色素
本物質は食品用着色料であるカラメル色素に含まれる。欧州食品安全機関では、THIの免疫毒性に関する知見が得られたとして2011年にカラメルIII（E150c）中の基準値を10mg/kgに設定した。台湾衛生福利部は2013年11月25日に、カラメル色素の区分を天然食用色素から食品添加物に改め、カラメルIII中の基準値を25mg/kgに設定した